# Preslav, Prîmorsk
Preslav (în ucraineană Преслав) este o comună în raionul Prîmorsk, regiunea Zaporijjea, Ucraina, formată numai din satul de reședință.

## Demografie
Componența lingvistică a comunei Preslav
     Rusă (64,63%)
     Bulgară (25,46%)
     Ucraineană (9,58%)
     Alte limbi (0,24%)
Conform recensământului din 2001, majoritatea populației comunei Preslav era vorbitoare de rusă (64,63%), existând în minoritate și vorbitori de bulgară (25,46%) și ucraineană (9,58%).